# Aenetus virescens
Aenetus virescens är en fjärilsart som först beskrevs av Doubleday in White och Doubleday 1843.  Aenetus virescens ingår i släktet Aenetus och familjen rotfjärilar. Inga underarter finns listade i Catalogue of Life.

## Bildgalleri

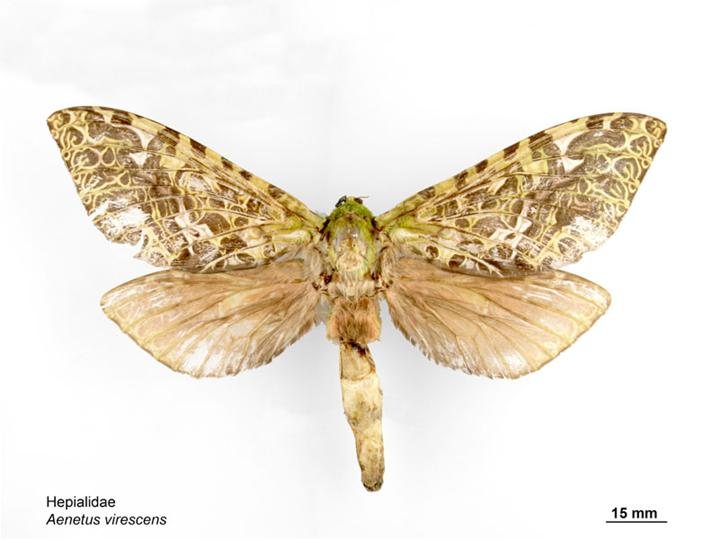
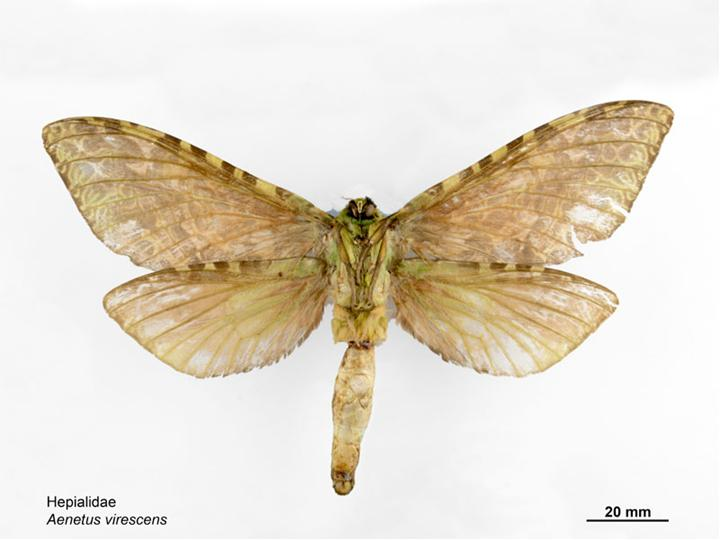
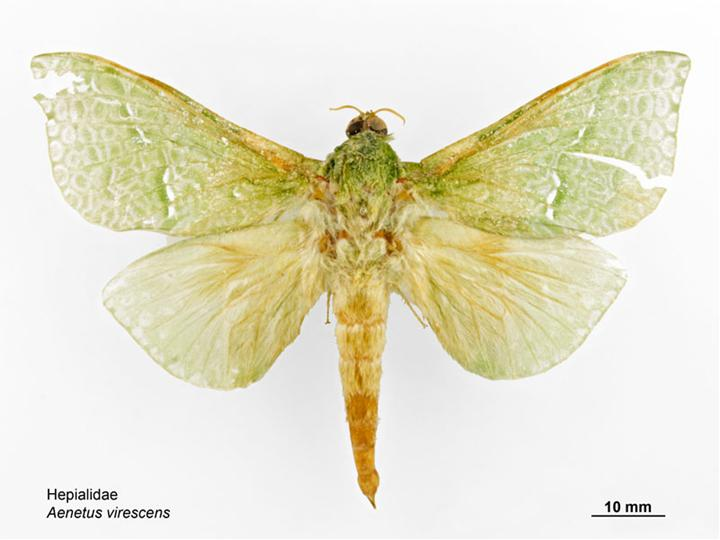
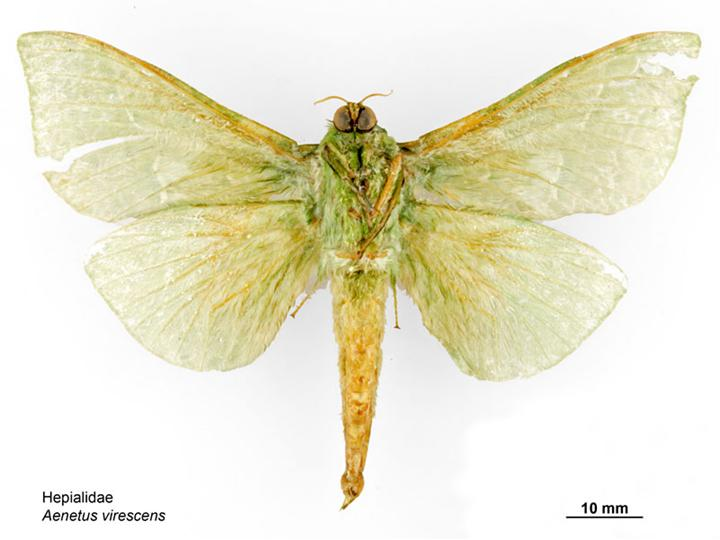
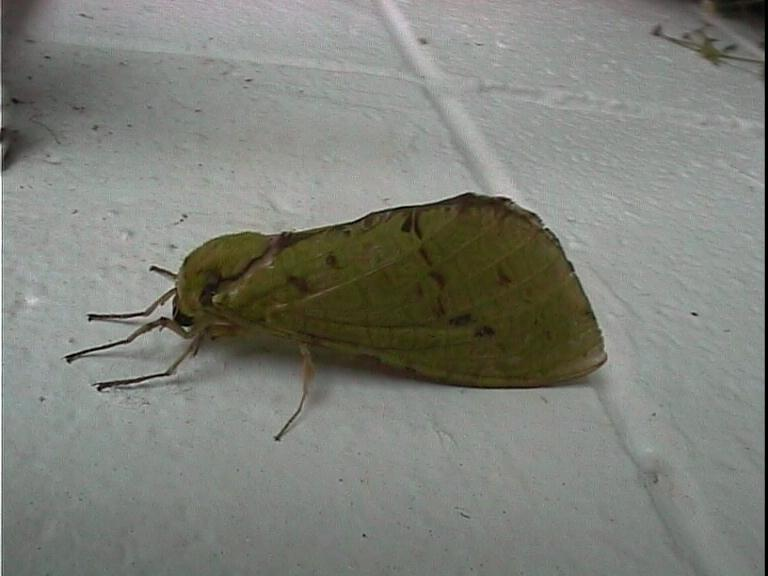
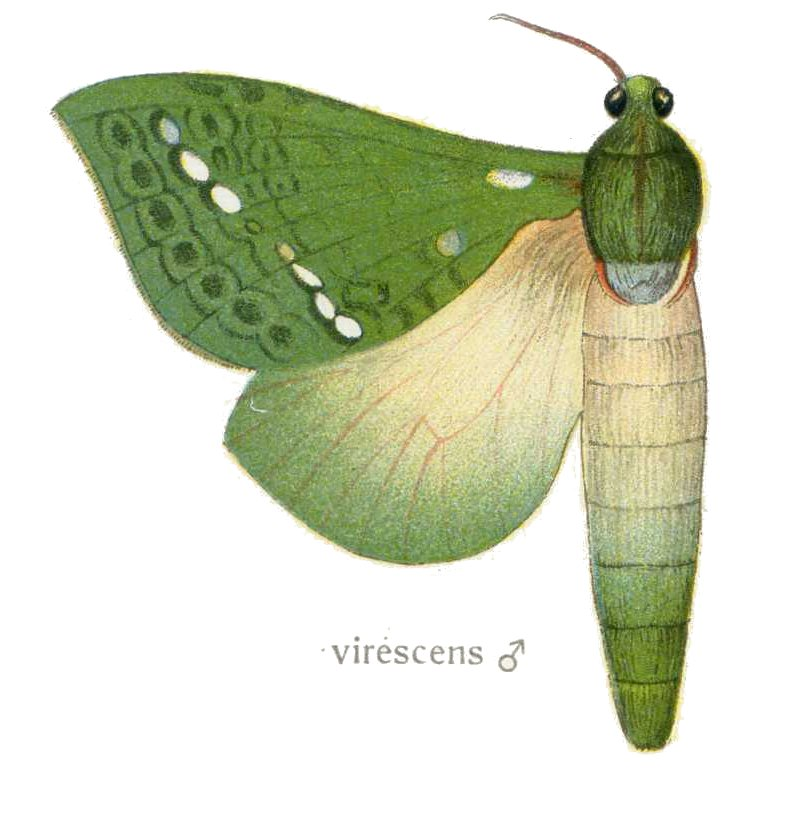